# Vasikkasaari (ö i Finland, Norra Karelen, Joensuu, lat 62,70, long 29,26)
Vasikkasaari är en ö i Finland. Den ligger i sjön Viinijärvi och i kommunen Outokumpu i den ekonomiska regionen  Joensuu ekonomiska region  och landskapet Norra Karelen, i den sydöstra delen av landet, 400 km nordost om huvudstaden Helsingfors. Öns area är 0,7 hektar och dess största längd är 140 meter i sydöst-nordvästlig riktning.